# Хуана
Хуана (ісп. Juana, МФА: [ˈxwa.na]) — жіноче особове ім'я. Використовується переважно в країнах, що говорять іспанською мовою (Іспанія, Мексика, Аргентина тощо). Походить від єврейського імені Йоганнан (івр. יוֹחָנָה, Yôḥānnāh, «Бог милостивий»). Запозичене до португальської через латину (лат. Joanna, «Іоанна»). Аналог українського імені Іванна. Інші форми — Яна (в Україні, Польщі), Йоганна, Йоанна (в германомовних країнах), Жанна (у франкомовних країнах), Джоанна (в англомовних країнах), Жуана (в португаломовних країнах), Джованна, Джанна (в Італії). Чоловіча форма — Хуан.

## Особи

### Хуана Кастильська
- Хуана Кастильська — королева Португалії (1475—1481), титулярна королева Кастилії.
- Хуана Кастильська — королева Кастилії (1504—1555).

### Інші
- Хуана Енрікес — королева Арагону (1458—1468).